# Delia acadiana
Delia acadiana este o specie de muște din genul Delia, familia Anthomyiidae, descrisă de Griffiths în anul 1991.
Este endemică în New Brunswick. Conform Catalogue of Life specia Delia acadiana nu are subspecii cunoscute.